# Túnel Yanango
El túnel Yanango es una vía subterránea ubicada en el departamento de Junín, Perú. Agiliza el tráfico de oeste a este y viceversa.

## Características
Tiene una longitud de 1025 metros, por lo que es el segundo túnel tallado en roca más largo del Perú, luego del túnel Punta Olímpica de Áncash. Cuenta con tres carriles, 2 carriles de San Ramón a Tarma y un carril de Tarma a San Ramón. La inversión alcanzó los 92 millones de soles.
El túnel fue inaugurado el 24 de octubre de 2017
Después de casi diez años de espera a las autoridades para aprobar y ejecutar la obra, ante tantas derribaciones, los bloqueos en temporadas de invierno y solo el puente nuevo que no aguantaba para transportes pesados, en 2014 recién se decidió hacer el túnel por debajo del río Yanango y desde esa inauguración en 2017 no ha habido ningún problema como antes.

## Ubicación
El túnel está ubicado en la quebrada Yanango, lugar que une Tarma con La Merced. Esta quebrada es frecuentemente colmatada por las lluvias y huaicos generando bloqueos en la ruta, por lo que periódicamente se invierte en la reconstrucción de puentes.

### Puente Yanango
El antiguo puente caracol del puente Yanango, que fue derribado por el huayco. Se encuentra a 4500 metros de altura.
|  |  |
|  |  |

## Proyecto
El proyecto fue formulado en 2008, sin embargo fue postergado por falta de factibilidad. Esta estuvo observada desde agosto del 2008. Recién en 2014 se aprueba en consecuencia con la formulación del expediente técnico. La ejecución del proyecto está a cargo del Consorcio Yanango, (constituido por las empresas Constructora MPM S.A y Construcciones y Promociones Balzola SA).